# Nicole Moreno
Pour les articles homonymes, voir Moreno.
Nicole Andrea Moreno Moreno (née le 22 août 1987 à Santiago du Chili), connue également sous le nom de Luli Love, est une présentatrice de télévision, mannequin et culturiste chilien.

## Télévision
| Année        | Émission                     | Rôle                        | Chaîne      |
| ------------ | ---------------------------- | --------------------------- | ----------- |
| 2007         | Mekano                       | Participante / Danseuse     | Mega        |
| 2007         | Morandé con compañía         | Invitée                     | Mega        |
| 2008         | SQP                          | Invitée                     | Chilevisión |
| 2008         | Primer Plano                 | Invitée                     | Chilevisión |
| 2008         | Juntos, el show de la mañana | Panéliste                   | Canal 13    |
| 2009         | Mira Quién Habla             | Invitée                     | Mega        |
| 2009         | La muralla infernal          | Invitée / Participante      | Mega        |
| 2009         | Fiebre de Baile II           | Participante                | Chilevisión |
| 2009         | Teatro en Chilevisión        | Invitée                     | Chilevisión |
| 2010         | Sábado por la Noche          | Invitée                     | Mega        |
| 2010         | Golpe Bajo                   | Invitée                     | Mega        |
| 2011         | Soñando por Bailar           | Invitée                     | El Trece    |
| 2011         | Éste es el show              | Invitée                     | El Trece    |
| 2011         | Viviana Canosa               | Invitée                     | Canal 9     |
| 2011         | Fiebre de Viña               | Reporter                    | Chilevisión |
| 2011         | Fiebre de Baile IV           | Participante                | Chilevisión |
| 2009-2011    | Pasa el mic                  | Animatrice                  | Bang TV     |
| 2009-2011    | Mi bloke                     | Animatrice                  | Bang TV     |
| 2012         | Mundos opuestos              | Participante                | Canal 13    |
| 2012         | Secreto a voces              | Commentatrice de spéctacles | Mega        |
| 2012         | La dimensión Rossa           | Invitée                     | TVN         |
| 2012         | Pareja perfecta              | Invitée                     | Canal 13    |
| 2013         | Juga2                        | Invitée                     | TVN         |
| 2013         | Primer plano                 | Invitée                     | Chilevisión |
| 2013         | ¡Salta si puedes!            | Participante                | Chilevisión |
| 2013         | Mujeres Primero              | Elle-même (Invitée)         | La Red      |
| 2014-2015    | Amor a prueba                | Elle-même (Participante)    | Mega        |
| 2016         | ¿Volverías con tu ex?        | Elle-même (Invitée)         | Mega        |
| 2016-présent | Bienvenidos                  | Elle-même                   | Canal 13    |